# Nanoauto
La nanoauto (nanocar en anglais) est une molécule créée à l'université Rice (Houston, Texas) en 2005 par une équipe du professeur James Tour (en). Malgré le nom, la nanoauto originale est dépourvue de moteur moléculaire, par conséquent elle n'est pas vraiment une voiture. Elle a été conçue pour comprendre comment des fullerènes (qui font dans ce cas office de roues) se déplacent sur les surfaces métalliques, en particulier s'ils roulent ou glissent.

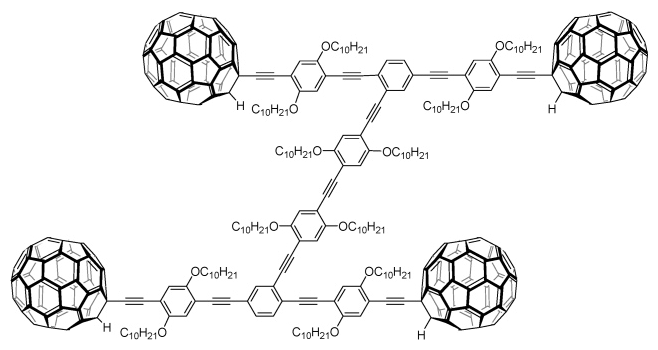
Structure d'une nanoauto de formule brute C_{430}H_{274}O_{12}.